# Miracolo eucaristico di O Cebreiro

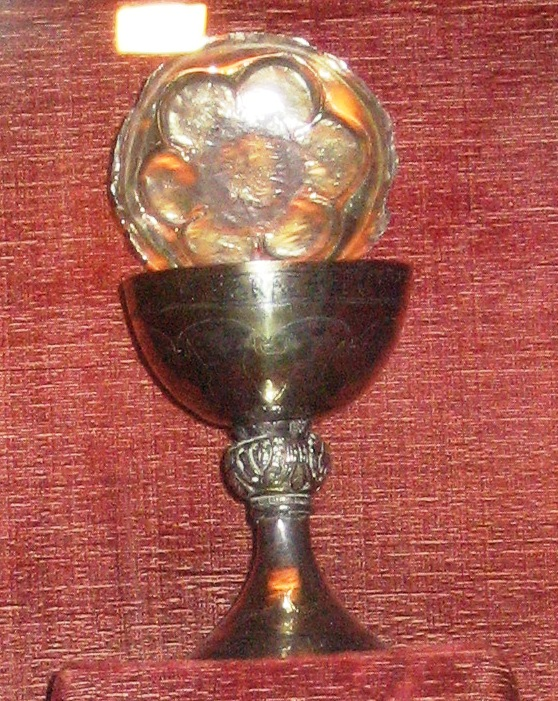
Il calice e la patena del Cebreiro, nei quali avvenne il miracolo.

Il miracolo eucaristico di O Cebreiro sarebbe avvenuto nell'omonima cittadina spagnola nell'anno 1300: durante la messa, celebrata da un sacerdote che non credeva nella reale presenza di Gesù nell'ostia consacrata, la particola si sarebbe trasformata in carne e il vino in sangue.

## Storia

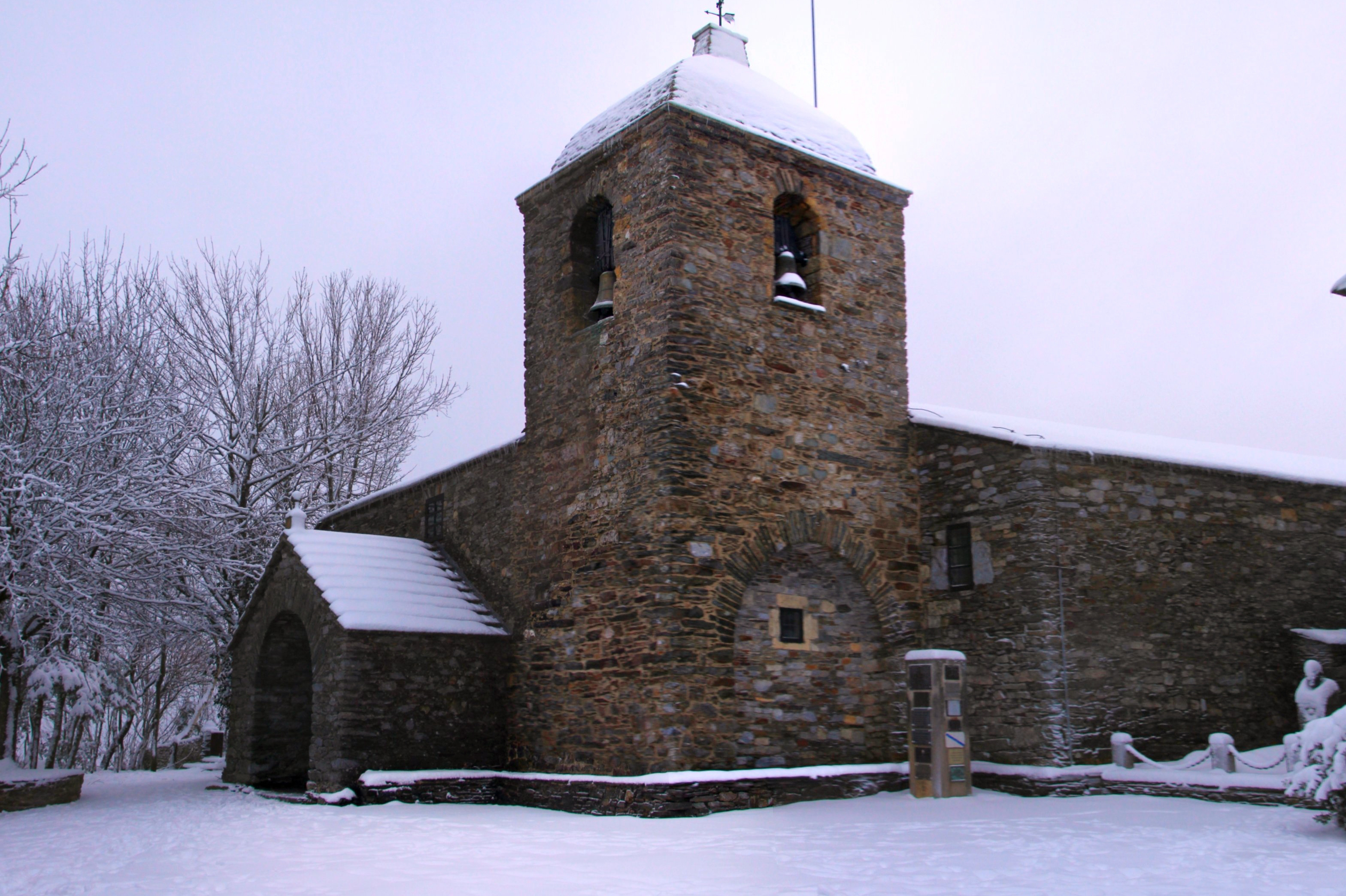
La chiesa di Santa Maria la Real presso O Cebreiro

Durante l'inverno del 1300, un sacerdote stava celebrando la messa nella chiesa di Santa Maria la Real di O Cebreiro, piccolo villaggio montano della Galizia, situato sul Cammino di Santiago di Compostela, che è il lungo percorso che i pellegrini fin dal Medioevo intraprendono, attraverso la Francia e la Spagna, per giungere al santuario di Santiago di Compostela, presso cui sarebbe la tomba di Giacomo il Maggiore.
Un contadino della vicina località di Barxamaior, di nome Juan Santìn, si sarebbe recato in chiesa per assistere alla messa, nonostante il freddo intenso. Il sacerdote, che non credeva alla reale presenza di Gesù nell'eucaristia, avrebbe commiserato in cuor suo il sacrificio del contadino ma, al momento della consacrazione, l'ostia si sarebbe tramutata in carne e il vino in sangue, che fuoriuscì dal calice macchiando il corporale.

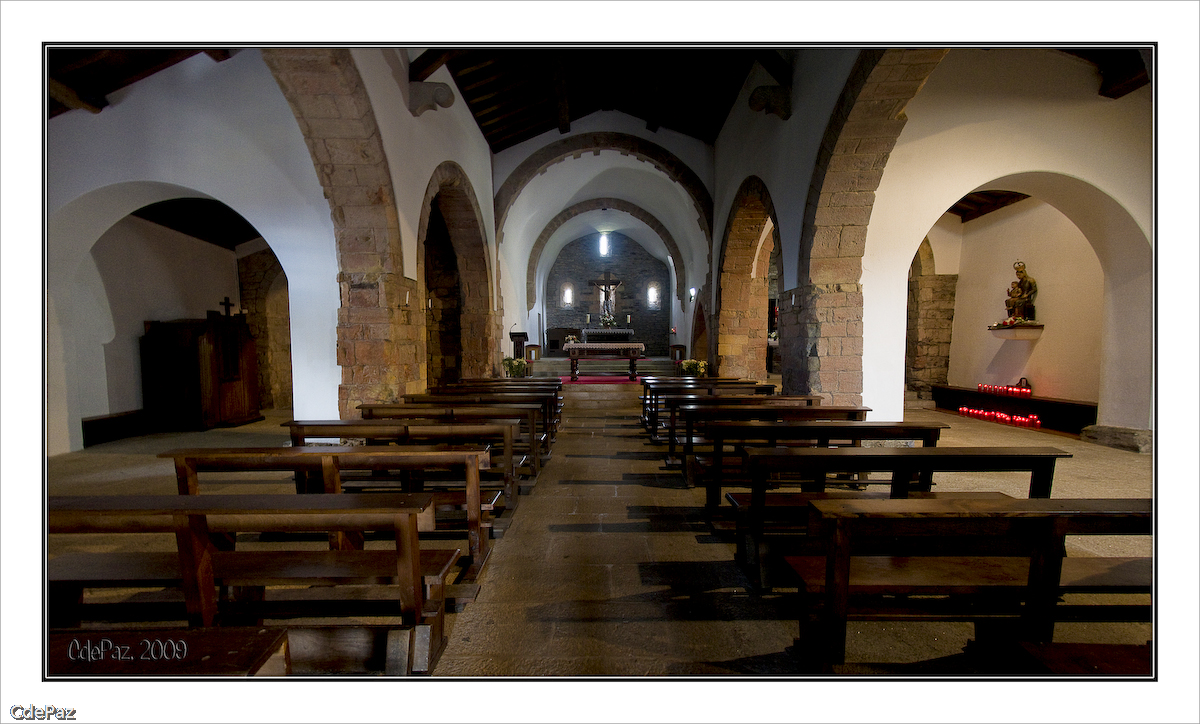
Interno della chiesa dove sono custodite le reliquie miracolose.

Circa duecento anni dopo, la Regina Isabella, mentre si recava in pellegrinaggio a Santiago di Compostela, venuta a conoscenza del presunto miracolo, fece costruire un prezioso reliquiario di cristallo per custodire la particola.
Tra i documenti che attestano l'episodio ci sono due bolle papali, rispettivamente di Papa Innocenzo VIII (1487) e Papa Alessandro VI (1496), e inoltre la "Cronaca Generale dell'Ordine di San Benedetto", scritta da Padre Yepes all'inizio del XVII secolo.
Ogni anno, nel giorno della solennità del Corpus Domini, ancora oggi vengono portate in processione le reliquie, insieme alla statua della Madonna che, secondo la tradizione, avrebbe inchinato il capo in segno di riverenza al momento del prodigio.